# Toulouse Blagnac Hockey Club
Le Toulouse Blagnac Hockey Club est un club français de hockey sur glace basé à Blagnac, dans la banlieue de Toulouse, évoluant au troisième niveau national (division 2) pour la saison 2021-2022. L'équipe porte le nom des Bélougas. Ce nom fait référence à la baleine blanche, mais également à l'avion-cargo construit par Airbus. L'équipe joue à la patinoire Jacques-Raynaud de Blagnac et utilise secondairement la patinoire Alex-Jany. 

## Historique

Ancien logotype.

Le TBHC, héritier de la section hockey sur glace du Stade Toulousain, est créé en 1989.
Après le titre de Champion de D2 en 2014 obtenu après une finale gagnée en 2 manches face aux Remparts de Tours, le TBHC monte en Division 1. Les Bélougas terminent la saison 2014-2015 à la dernière place du classement (24 matchs 2 victoires) et l'équipe est reléguée en Division 2. Lors de l'intersaison 2015-2016, la FFHG sollicite le TBHC afin d'être repêché en Division 1 en remplacement du club de Reims ayant déposé son bilan. 
Après seulement une victoire en vingt-quatre matchs lors de la saison 2015-2016, l'équipe redescend de nouveau en D2. 

## Palmarès
- Championnat de France de D2 : 1998, 2014

## Joueurs actuels
| No    | Nom                        | Nat. | Position       | Arrivée                               |
| ----- | -------------------------- | ---- | -------------- | ------------------------------------- |
| +039, | William Lavallière         |      | Gardien de but | 2021 - sans club                      |
| +072, | Romain Frédric             |      | Gardien de but | 2017 - Sangliers Arvernes de Clermont |
| +005, | Sébastien Pommier – A      |      | Défenseur      | 2013 - Phénix de Reims                |
| +008, | Martins Kevlis             |      | Défenseur      | 2020 - HK Liepāja                     |
| +010, | Thibaut Buils              |      | Défenseur      | Formé au club                         |
| +024, | Kevin Maso                 |      | Défenseur      | 2021 - Hormadi Anglet                 |
| +025, | Clément Bonnaudet          |      | Défenseur      | 2020 - Hockey Club 74                 |
| +037, | Loïc Mairal                |      | Défenseur      | 2021 - HC Lidköping                   |
| +060, | Kylian Codevelle           |      | Défenseur      | Formé au club                         |
| +081, | Pierre Pampanay            |      | Défenseur      | 2021 - Corsaires de Dunkerque         |
| +003, | Pablo Sudor                |      | Attaquant      | 2019 - Ducs d'Angers U20              |
| +011, | Clément Blaser             |      | Attaquant      | Formé au club                         |
| +015, | Sébastien Gauthier         |      | Ailier         | 2021 - Hormadi Anglet                 |
| +017, | Yanick Riendeau            |      | Ailier         | 2021 - Hormadi Anglet                 |
| +021, | Vincent Domenech           |      | Attaquant      | Formé au club                         |
| +026, | Timothée Champin-Flachaire |      | Attaquant      | 2019 - Hormadi Anglet U20             |
| +027, | Eddy Martin-Whalen         |      | Attaquant      | 2015 - Coqs de Courbevoie             |
| +030, | Nicolas Chauveau – A       |      | Attaquant      | 2020 - Français volants de Paris      |
| +050, | Camille Mutte              |      | Attaquant      | Formé au club                         |
| +061, | Miroslav Krivochtchekov    |      | Ailier         | 2021 - Boucaniers de Toulon           |
| +068, | Flaury Bermond – C         |      | Attaquant      | 2016 - Ducs de Dijon II               |
| +070, | Ugo Boccassini             |      | Ailier         | 2020 - Spartiates de Marseille        |
| +092, | Dany Coulombe              |      | Centre         | 2021 - sans club                      |